# Ciudad Guayana
Ciudad Guayana – miasto we wschodniej Wenezueli, w stanie Bolívar, przy ujściu rzeki Caroní do Orinoko.
Jako oficjalną datę nadania praw miejskich uznaje się 1961 rok.